# Q is.
Q is. – czwarty minialbum południowokoreańskiej grupy NU’EST, wydany 17 lutego 2016 roku przez Pledis Entertainment. Płytę promował główny singel „Overcome” (kor. 여왕의 기사). Album sprzedał się w liczbie 27 532 egzemplarzy (stan na wrzesień 2017 roku).

## Lista utworów
| CD | CD                                                  | CD                                                 | CD                                       | CD                                                          | CD      |
| Nr | Tytuł utworu                                        | Tekst                                              | Kompozycja                               | Aranżacja                                                   | Długość |
| -- | --------------------------------------------------- | -------------------------------------------------- | ---------------------------------------- | ----------------------------------------------------------- | ------- |
| 1. | „Naui cheongug” (kor. 나의 천국, ang. Lost & Found) | Bumzu, JR                                          | Bumzu, Park Gi-tae, Lee Ki-young, Baekho | Bumzu, Park Gi-tae, Lee Ki-young                            | 3:08    |
| 2. | „Yeowang-ui gisa” (kor. 여왕의 기사, ang. Overcome) | Bumzu, JR, Maxx Song, Kim Eun-su, Mafly, Denis Seo | Bumzu, Maxx Song, Bum                    | Bumzu                                                       | 3:13    |
| 3. | „Sasil mal-ya” (kor. 사실 말야, ang. VVITH)         | Bumzu, Baekho, Minhyun, JR                         | Bumzu, Baekho                            | Bumzu                                                       | 3:06    |
| 4. | „tigyeogtaegyeog” (kor. 티격태격, ang. Emotion)     | Bumzu, GDLO, JR                                    | Bumzu, GDLO                              | GDLO                                                        | 4:00    |
| 5. | „ONEKIS2”                                           | Lee Chang-geun, Zuwan, Premium Project 1           | Lee Chang-geun, Zuwan, Premium Project 1 | Lee Chang-geun, Zuwan, Premium Project 1, Premium Project 2 | 4:13    |

## Notowania
| Lista                   | Najwyższa pozycja |
| ----------------------- | ----------------- |
| Gaon Weekly Album Chart | 5                 |
| Five Music (Tajwan)     | 17                |
| Billboard World Albums  | 11                |